# Иванов, Фёдор Антонович
Фёдор Антонович Иванов (6 апреля 1940 — 27 февраля 2005) — председатель правления сельскохозяйственного общества «Ольвия», Николаевская область, Герой Украины (2002).

## Биография
Родился 6 апреля 1940 года в с. Старая Богдановка, Николаевский район Николаевской области.
- В 1959−1961 — столяр кораблестроительного завода «Океан».
- В 1961−1963 — служба в Советской Армии.
- В 1963−1968 — студент, Херсонский сельскохозяйственный институт.
- В 1968−1971 — главный агроном совхоза «Заря» Березанского района,
- В 1971−1985 — главный агроном колхоза «Украина» Очаковского района.
- В 1985−2005 — председатель колхоза «Ольвия» (позже ЗАО «Ольвия»), село Парутино Очаковского района Николаевской области.

Был депутатом Николаевского областного совета.
Умер 27 февраля 2005 года.
Похоронен в Очаковском районе Николаевской области.

### Семья
- Жена — Ирина Михайловна.
- Дети — сыновья Николай и Валерий.
- Внуки — Иванов Андрей Николаевич, Иванов Владимир Валерьевич

## Память
- В 2006 году в центре села Парутино был установлен памятник Ф. А. Иванову.

## Награды и звания
- Герой Украины (с вручением ордена Державы, 19 сентября 2002 — за выдающиеся личные заслуги перед Украиной в развитии агропромышленного комплекса, многолетний добросовестный труд).
- Награждён советскими орденами Трудового Красного Знамени и «Знак Почёта»; украинскими орденами «За заслуги» III степени и князя Ярослава Мудрого V степени; медалями ВДНХ СССР.
- Заслуженный работник сельского хозяйства Украины (1991).
- Кандидат сельскохозяйственных наук.